# Meghan a Harry v rozhovoru s Oprah Winfreyovou
Meghan a Harry v rozhovoru s Oprah Winfreyovou (v anglickém originálu Oprah with Meghan and Harry: A CBS Primetime Special) je televizní pořad, konkrétně rozhovor americké moderátorky Oprah Winfreyové s Meghan, vévodkyní ze Sussexu, a jejím manželem princem Harrym, vévodou ze Sussexu. Rozhovor byl předtočen v Kalifornii a měl premiéru 7. března 2021 v síti CBS. Česká televize připravila české znění a rozhovor odvysílala 1. dubna 2021 na ČT2.
V lednu 2020 Harry s Meghan oznámili své rozhodnutí odstoupit z britské královské rodiny. Zpočátku se přestěhovali do Kanady a poté do Meghaniny rodné jižní Kalifornie.
V rozhovoru byla probírána témata jako námluvy a svatba páru, pohlaví jejich druhého dítěte, psychika (včetně sebevražedných myšlenek Meghan) a s ní spojený tlak médií. Meghan kritizovala monarchii jako instituci a také údajné rasistické narážky na tehdy nenarozeného Archieho Mountbatten-Windsora v královské rodině. Prodiskutován byl také královský titul pro Archieho, osobní bezpečnost páru a Harryho odcizení od jeho otce a bratra.
Pořad dosáhl vysoké sledovanosti, vyvolal velkou pozornost médií a reakce mnoha politických osobností.

## Sledovanost
Podle CBS vidělo pořad do 8. března celosvětově 49,1 milionu diváků.
| Stát               | Síť                     | Datum (2021) | Sledovanost (v milionech) |
| ------------------ | ----------------------- | ------------ | ------------------------- |
| Česko              | Česká televize          | 1. dubna     | 0,351                     |
| Česko              | Česká televize          | 5. dubna     | bude oznámeno             |
| Spojené království | ITV                     | 8. března    | 14,8                      |
| Spojené státy      | CBS                     | 7. března    | 17,8                      |
| Spojené státy      | CBS                     | 12. března   | 3,11                      |
| Mezinárodně        | American Forces Network | 8. března    | bude oznámeno             |